# Guilherme Bala
Guilherme Bala, właśc. Guilherme da Silva Gonçalves (ur. 16 września 2001 w Rio de Janeiro) – brazylijski piłkarz z obywatelstwem emirackim występujący na pozycji skrzydłowego, od 2021 roku zawodnik emirackiego Shabab Al-Ahli.
W 2023 roku otrzymał obywatelstwo Zjednoczonych Emiratów Arabskich.